# Municipio de Benton (condado de Lake)
El municipio de Benton (en inglés: Benton Township) es un municipio ubicado en el condado de Lake en el estado estadounidense de Illinois. En el año 2010 tenía una población de 18951 habitantes y una densidad poblacional de 491,8 personas por km².

## Geografía
El municipio de Benton se encuentra ubicado en las coordenadas 42°26′1″N 87°51′38″O / 42.43361, -87.86056. Según la Oficina del Censo de los Estados Unidos, el municipio tiene una superficie total de 38.53 km², de la cual 37.79 km² corresponden a tierra firme y (1.92%) 0.74 km² es agua.

## Demografía
Según el censo de 2010, había 18951 personas residiendo en el municipio de Benton. La densidad de población era de 491,8 hab./km². De los 18951 habitantes, el municipio de Benton estaba compuesto por el 78.04% blancos, el 8.18% eran afroamericanos, el 0.51% eran amerindios, el 2.93% eran asiáticos, el 0.05% eran isleños del Pacífico, el 7.11% eran de otras razas y el 3.17% pertenecían a dos o más razas. Del total de la población el 17.82% eran hispanos o latinos de cualquier raza.